# Büssing A5P
Панцирник Büssing A5P належав до збройних сил Німецької імперії періоду Першої світової війни.

## Історія
Напередодні початку війни німецькі збройні сили не мали на озброєнні панцирних автомобілів на відміну від краї Антанти.  Тому у жовтні 1914 було укладено угоди з фірмами Büssing, Daimler, Ehrhardt на створення проекту бронеавтомобіля.  Внаслідок цього було виготовлено незначні партії панцирників A5P фірми Büssing, Модель1915 фірмою Daimler та E-V/4 фірмою Heinrich Ehrhardt Automobilewerke AG.
Компанія Büssing з 1910 виготовляла артилерійські тягачі на базі трактора, а у листопаді 1914 виготовила захищений панцирними плитами автомобіль, який за своїми габаритами перевищував вироби інших фірм. Він використовувався на Східному фронті до завершення війни у складі групи "Panzerkraftwagen MG-Zug".  Він використовувався в Румунії, з 1918 в Україні. При виведенні військ 1919 панцирник імовірно був покинутий в районі Миколаєва. 
Компанія виготовила лише три панцирники A5P.

## Конструкція
Панцирник вирізнявся значними довжиною та колісною базою, приводом на всі колеса, розміщенням керма з переду і ззаду корпусу, в якому крім поворотної башти містилось 10 кулеметних лючків. Шість кулеметників повинні були переміщуватись з переносними кулеметами, набоями поміж лючками задля кращого обстрілу. Ще три кулемети було закріплено стаціонарно. Передбачалась можливість встановлення пари 20 мм гармат.